# GBU-39 SDB
GBU-39 Small Diameter Bomb SBD (bomba majhnega premera) je ameriška 110-kilogramska precizno vodena jadralna bomba. SDB bomba je majhna in lahka, tako lahko letalo nosi večje število le teh.. SDB se lahko uporablja tudi proti premikajočim tarčam. 
Verzija II (SDB-II) / GBU-53/B bo imela poleg GPS/INS vodenja tudi aktivno radarsko, infrardeče in polaktivno lasersko vodenje.
SDB I naj bi CEP natačnost 5-8 metrov, SDB II pa okrog 1 meter.